# 熱田西町
熱田西町（あつたにしまち）は、愛知県名古屋市熱田区の地名。丁番を持たない単独町名である。住居表示実施。域内の一部に6つの小字が設置されている。

## 地理
名古屋市熱田区中央部に位置する。東は旗屋一丁目、西は大宝一丁目・同二丁目・西郊通2丁目、南は熱田新田東組（字甲船蔵）、北は川並町に接する。かつては大宝や比々野町を含む堀川西部の一帯を含んでいたが、昭和以降の町名整理により範囲が縮小した。現在、域内の大部分が名古屋国際会議場・白鳥公園・名古屋学院大学・堀川で占められている。熱田西町の大部分で小字が消滅しているが、河川用地や道路用地の一部に小字が残存している。

### 字一覧
熱田西町とその前身である愛知郡西熱田村の小字は以下の通り。消滅した字については背景色    で示す。
| 字                     | 字                 |
| ---------------------- | ------------------ |
| 烏頭（うとう）         | 大起（おおおこし） |
| 五反畑（ごたんはた）   | 幣懸（してかけ）   |
| 白鳥（しろとり）       | 洲崎（すざき）     |
| 大興（だいこう）       | 中起（なかおこし） |
| 鍋弦（なべつる）       | 西起（にしおこし） |
| 西川並（にしかわなみ） | 根山（ねやま）     |
| 比々野（ひびの）       | 米田（よねだ）     |

## 歴史

### 町名の由来
愛知郡西熱田村を前身とすることによる。西熱田村は、江戸期まで熱田神宮神領であった熱田村から分離成立した村である。

### 行政区画の変遷
- 1878年（明治11年）12月28日 - 愛知郡熱田村の一部より同郡西熱田村が成立[5][注釈 4]。
- 1889年（明治22年）10月1日 - 愛知郡熱田町に吸収され、同町大字西熱田となる[5]。
- 1907年（明治40年）6月1日 - 名古屋市に編入され、同市熱田西町となる[5]。
- 1908年（明治41年）4月1日 - 南区に編入され、同区熱田西町となる[5]。
- 1936年（昭和11年）
  - 5月1日 - 南区熱田西町字米田の一部が同区千代田町に編入される[7]。
  - 11月16日 - 南区熱田西町字鍋弦・西起の各一部が同区神野町に、字比々野が同区中出町に編入される[8]。
- 1937年（昭和12年）
  - 7月14日 - 南区熱田西町字西起の一部が同区西野町に、字米田の一部が同区千代田町・比々野町に、字比々野の一部が同区青池町に編入される[9]。
  - 10月1日 - 熱田区に編入され、熱田区熱田西町となる[5]。同時に中川区に一部（字五反畑・西起・比々野・米田）が編入され、中川区熱田西町が成立する[5]。
- 1939年（昭和14年）12月15日 - 熱田区熱田西町字烏頭の全域と字幣懸の一部が同区尾頭町に編入される[10]。
- 1940年（昭和15年）10月15日 - 熱田区熱田西町字大興の一部が同区一番町1丁目に編入される[8]。
- 1944年（昭和19年）2月11日 - 中川区熱田西町（字五反畑・西起・比々野・米田）が熱田区に編入され、全域が熱田区所属となる[5]。
- 1952年（昭和27年）3月25日 - 熱田西町字鍋弦の一部が同区鍋弦町1丁目から4丁目・西町通3丁目・大宝町1丁目から4丁目・西郊通3丁目から5丁目に、字西起の全域が神野町3丁目および4丁目・西野町1丁目および2丁目・大宝町4丁目および5丁目・西郊通4丁目から7丁目に、字米田の一部が同区比々野町・西郊通1丁目および2丁目・中起町・川並町に、字中起の一部が同区中起町に、字比々野の一部が同区比々野町・中起町・中出町1丁目・青池町2丁目および3丁目・西町通1丁目・大宝町1丁目・西郊通2丁目および3丁目に、字大起の一部が同区鍋弦町1丁目から3丁目・西町通1丁目から3丁目・大宝町1丁目に編入される[11]。
- 1976年（昭和51年）8月29日 - 熱田西町字大興一部が同区一番一丁目・大宝一丁目から二丁目に、字鍋弦の一部が一番三丁目・大宝四丁目に、字中起の一部が大宝一丁目に、字比々野の一部が同区大宝一丁目および三丁目に、字大起の一部が同区大宝一丁目から四丁目に編入される[11]。
- 1978年（昭和53年）6月25日 - 熱田西町字米田の一部が同区川並町・千代田町に、字五反畑の全域が同区川並町・千代田町・明野町に編入される[10]。
- 1980年（昭和55年）7月13日 - 熱田西町字白鳥の一部が同区白鳥一丁目・旗屋二丁目に、字幣懸の全域が尾頭町・旗屋一丁目に、字根山の一部が同区旗屋一丁目および二丁目に編入される[12]。
- 1989年（平成元年）
  - 2月27日 - 大宝二丁目・一番一丁目・熱田新田東組の各一部が熱田西町に編入される[5]。
  - 7月15日～11月26日 - 世界デザイン博覧会が開催され、当町において同博覧会白鳥会場が設けられる[13]。
- 1995年（平成7年）9月25日 - 熱田西町字米田が同区千代田町に編入される[WEB 7]。

## 世帯数と人口
2018年（平成30年）12月1日現在の世帯数と人口は以下の通りである。
| 町丁     | 世帯数  | 人口  |
| -------- | ------- | ----- |
| 熱田西町 | 128世帯 | 255人 |

### 人口の変遷
国勢調査による人口および世帯数の推移。
| 1995年（平成7年）  | 5世帯 10人    |  |
| 2000年（平成12年） | 20世帯 24人   |  |
| 2005年（平成17年） | 6世帯 6人     |  |
| 2010年（平成22年） | 100世帯 245人 |  |
| 2015年（平成27年） | 129世帯 250人 |  |

## 交通
- 日本国有鉄道白鳥駅（貨物駅、廃駅）

## 施設
- 白鳥公園
  - 名古屋国際会議場
  - 白鳥庭園

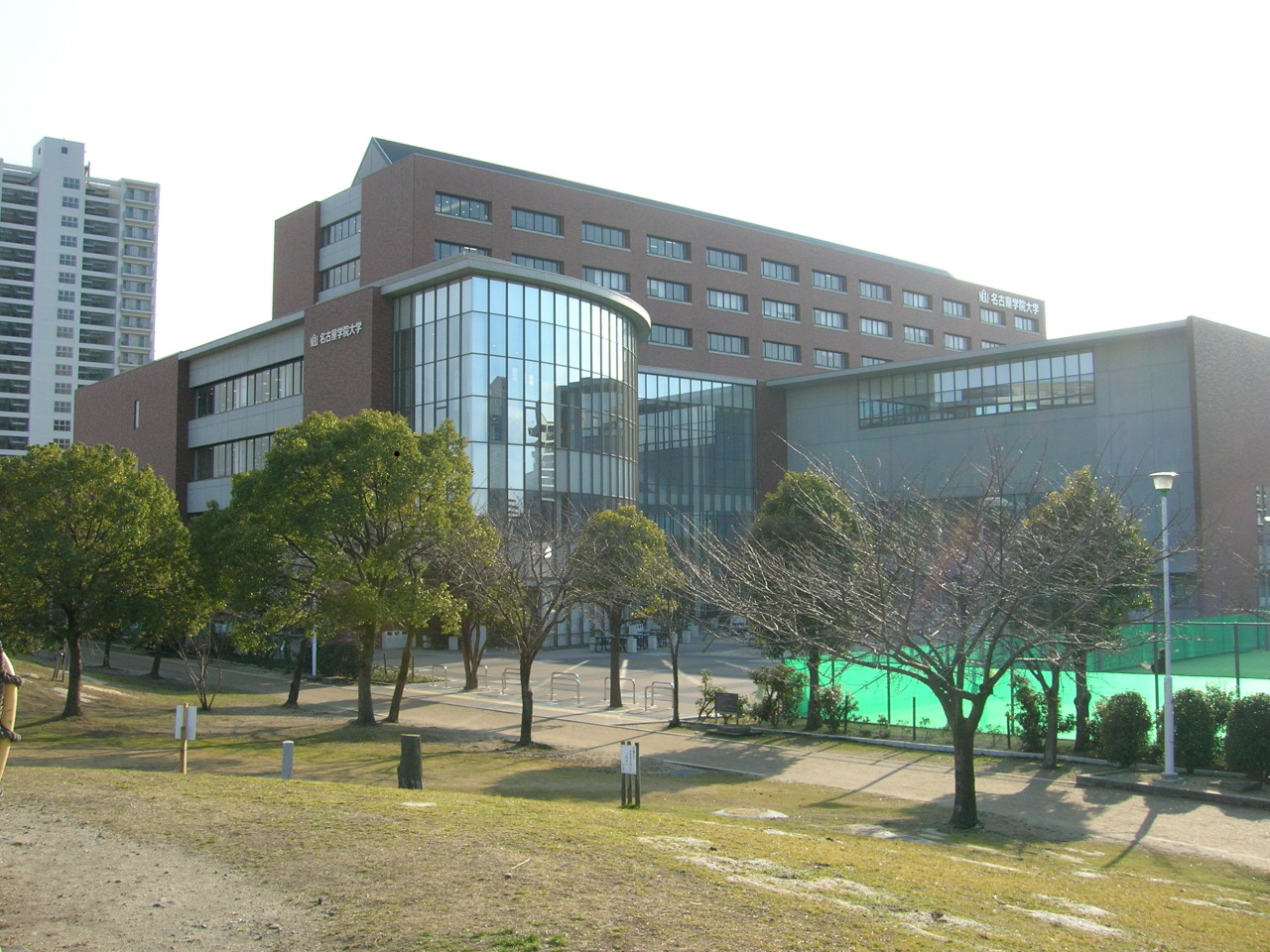
名古屋学院大学
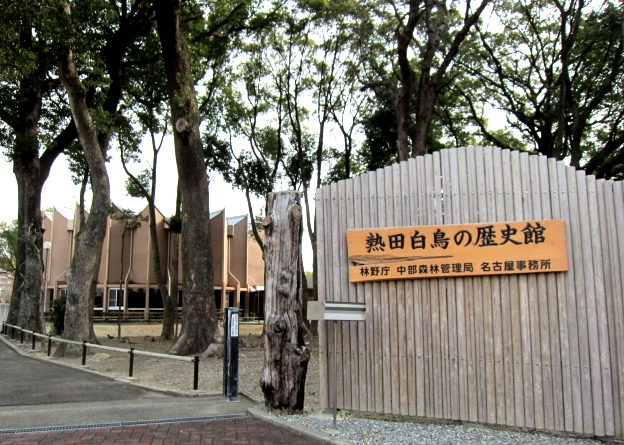
熱田白鳥の歴史館
- 名古屋市熱田生涯学習センター

2番13号。1984年（昭和59年）6月、熱田社会教育センターとして設置。1997年（平成9年）4月、熱田生涯学習センターと改称。2014年（平成26年）4月、指定管理者制度を導入。鉄筋コンクリート造2階建、延床面積は2,394.63平方メートル。
- 名古屋学院大学
- 熱田白鳥の歴史館

## 学区
市立小・中学校に通う場合、学校等は以下の通りとなる。また、公立高等学校に通う場合の学区は以下の通りとなる。なお、小学校は学校選択制度を導入しておらず、番毎で各学校に指定されている。
| 小学校                                    | 中学校                 | 高等学校 |
| ----------------------------------------- | ---------------------- | -------- |
| 名古屋市立船方小学校 名古屋市立大宝小学校 | 名古屋市立日比野中学校 | 尾張学区 |

## その他

### 日本郵便
- 郵便番号 : 456-0036[WEB 3]（集配局：熱田郵便局[WEB 15]）。